# Wieczfnia Kościelna (village)
Pour les articles homonymes, voir Wieczfnia Kościelna.
Wieczfnia Kościelna (prononciation : [ˈvjɛt͡ʂfɲa kɔɕˈt͡ɕɛlna]) est un village polonais de la gmina de Wieczfnia Kościelna dans le powiat de Mława de la voïvodie de Mazovie dans le centre-est de la Pologne.
Le village est le siège administratif (chef-lieu) de la gmina appelée gmina de Wieczfnia Kościelna.
Il se situe à environ 13 kilomètres au nord-est de Mława (siège du powiat) et à 115 kilomètres au nord de Varsovie (capitale de la Pologne).

## Histoire
De 1975 à 1998, le village appartenait administrativement à la voïvodie de Ciechanów.